# نستور فابری
نستور فابری (انگلیسی: Néstor Fabbri؛ زادهٔ ۲۹ آوریل ۱۹۶۸) بازیکن فوتبال اهل آرژانتین بود که در پست مدافع بازی می‌کرد.
از باشگاه‌هایی که در آن بازی کرده‌است می‌توان به باشگاه فوتبال لانوس، باشگاه فوتبال گنگام، باشگاه فوتبال راسینگ کلوب آویاندا، باشگاه فوتبال بوکا جونیورز، باشگاه فوتبال استودیانتس، باشگاه فوتبال نانت، و باشگاه ورزشی دیپورتیوو کالی اشاره کرد.
وی همچنین در تیم ملی فوتبال آرژانتین بازی کرده‌است.